# Rasclet pit-rogenc
El rasclet pit-rogenc (Zapornia fusca) és una espècie d'ocell de la família dels ràl·lids (Rallidae) que habita pantans, canyars i encara camps d'arròs, de l'Àsia meridional i Oriental, al Pakistan, l'Índia, Sri Lanka, Bangladesh, Myanmar i Sud-est asiàtic, est i centre de la Xina, Taiwan, Japó, illes Ryukyu, Filipines i illes de la Sonda.